# Galileo Galilei (opéra)
Pour les articles homonymes, voir Galileo Galilei (homonymie), Galileo et Galilei.
Galileo Galilei est un opéra en un acte et dix scènes, pour solistes et orchestre, composé en 2001 par Philip Glass, sur un livret du dramaturge Mary Zimmerman (en) et du poète Arnold Weinstein (en), basé sur la vie de l'astronome Galilée. C'est une commande du théâtre Goodman de Chicago. La première mondiale de l'œuvre a eu lieu le 14 juin 2002 sous la direction de Beatrice Jona Affron,, la première européenne au Barbican Centre de Londres le 1er novembre 2002.
L’œuvre est ensuite jouée à New York, à l'Académie de Musique de Brooklyn durant quatre jours à partir du 1er octobre 2002,, au théâtre d'État de Brunswick pour huit représentations à partir du 18 décembre 2004, à l'Opéra de Madison durant quatre jours à partir du 26 janvier 2012 sous la direction de Kelly Kuo et à l'Opéra de Portland durant cinq jours à partir du 30 mars 2012 ,, sous la direction d'Anne Manson.

## Personnages
| Rôle                                                          | Voix              | Distribution de la création mondiale, 14 juin 2002 Direction : Beatrice Jona Affron |
| ------------------------------------------------------------- | ----------------- | ----------------------------------------------------------------------------------- |
| Older Galileo                                                 | ténor             | John Duykers                                                                        |
| Cardinal 1/Oracle 1/Inquisitor 1                              | Contreténor       | Mark Crayton                                                                        |
| Cardinal 2/Oracle 2/Inquisitor 2                              | baryton           | Gregory Purnhagen                                                                   |
| Cardinal 3                                                    | baryton-basse     | Andrew McQuery                                                                      |
| Pope Urban VIII/Cardinal Barberini/Simplicio/Father of Merope | basse             | Andrew Funk                                                                         |
| Older Maria Cleste/Marie de Medicis/Eos                       | soprano           | Alicia Berneche                                                                     |
| Maria Magdalena/Scribe                                        | mezzo-soprano     | Sarah Sheperd                                                                       |
| Sagredo/Grand Duchess Christina                               | soprano           | Mary Wilson                                                                         |
| Young Galileo/Salviati                                        | bariton           | Eugene Perry                                                                        |
| Young Maria Celeste                                           | soprano           | Elisabeth Reiter                                                                    |
| Orion                                                         | Rôle non chanté   | Matt Orlando                                                                        |
| Merope                                                        | Rôle non chanté   | Tess Given                                                                          |
| Priest/Servant                                                | Rôles non chantés | Lawrence Di Stasi Tim Mullaney Peter Sciscioli                                      |
| Child Duchess Cristina Child Galileo                          | Rôles non chantés | Shelby Hyman Zach Gray                                                              |

## Structure
L'opéra ne raconte pas vraiment une histoire. C'est plutôt une sorte de voyage rétrospectif, fait d'une série d'images dramatiques, à travers la vie du célèbre savant italien. Il s'ouvre sur un Galilée septuagénaire, devenu aveugle quelques années après son procès, s'interrogeant sur sa religiosité ainsi que sur le rapport entre science et religion, mais se termine sur un Galilée enfant, en train de regarder un opéra (c'est le sens du titre de la dernière scène Opera within the Opera) de son propre père Vincenzo Galilei.
- Scène 1, Opening Song
- Scène 2, Recantation
- Scène 3, Pears
- Scène 4, Trial
- Scène 5, Dialogue Concerning the Two Chief Systems of the World (Dialogue sur les deux grands systèmes du monde)
- Scène 6, Incline Plane
- Scène 7, A Walk in the Garden
- Scène 8, Lamps
- Scène 9, Presentation of the Telescope
- Scène 10, Opera within the Opera[Note 2]